# 无睫毛虎耳草
无睫毛虎耳草（学名：Saxifraga egregia var. eciliata）为虎耳草科虎耳草属下的一个变种。

## 扩展阅读
- 維基物種上的相關：无睫毛虎耳草